# Бињу
Бињу (фр. Bignoux) насеље је и општина у западној Француској у региону Поату-Шарант, у департману Вијена која припада префектури Поатје.
По подацима из 2011. године у општини је живело 1.049 становника, а густина насељености је износила 72,25 становника/km². Општина се простире на површини од 14,52 km². Налази се на средњој надморској висини од 119 метара (максималној 131 m, а минималној 92 m).

## Демографија
| 1962. | 1968. | 1975. | 1982. | 1990. | 1999. | 2011. |
| ----- | ----- | ----- | ----- | ----- | ----- | ----- |
| 336   | 354   | 448   | 570   | 800   | 989   | 1.049 |

График промене броја становника у току последњих година